# Assistência (futebol)
No futebol, uma assistência é uma contribuição de um jogador que ajuda a marcar um golo. Estatísticas de assistências feitas por jogadores podem ser contabilizadas oficialmente pelos organizadores de uma competição, ou não-oficialmente por, por exemplo, jornalistas ou organizadores de competições de fantasy football. O registo de assistências não faz parte das Regras do Futebol oficiais e os critérios para o que se classifica como assistência podem variar. A contabilização de assistências não se tornou uma prática comum até ao final do século XX. Desde a década de 90, algumas ligas mantêm registos oficiais de assistências e atribuem prémios ao jogador com mais assistências de determinada competição.

## Critérios
Normalmente, uma assistência é creditada a um jogador por passar ou cruzar a bola ao marcador. No entanto, dependendo dos critérios, pode também ser atribuída a um jogador cujo remate atinge um defesa, guarda-redes, poste ou trave, com a bola a sobrar para um companheiro de equipa que marca. Alguns sistemas creditam uma assistência a um jogador que ganhe um penálti ou livre convertido por um colega de equipa, ou a um jogador que provoque um autogolo da equipa adversária. Um golo pode ou não ter uma assistência associada; certos sistemas consideram que, para um mesmo golo, podem existir duas assistências.

### Campeonato do Mundo de Futebol
O Grupo de Estudos Técnicos da FIFA é responsável pela atribuição de pontos por assistências no Campeonato do Mundo de Futebol. No relatório deste Grupo do Mundial de 1986, os autores calcularam, pela primeira vez, estatísticas não oficiais de assistências, desenvolvendo os seguintes critérios:
1. Uma assistência foi creditada ao jogador que fez  o último passe para o marcador do golo.
2. Além disso, uma assistência poderia ser creditada ao antepenúltimo jogador a tocar na bola, caso a sua ação tivesse influência decisiva no golo.
3. Em golos pós-ressaltos, uma assistência era creditada ao jogador que fez o remate, desde que este fosse direcionado à baliza.
4. Em golos de penálti ou livre direto, o jogador que sofreu a falta recebia um ponto.
5. Caso o marcador do golo tivesse "passado a bola a si mesmo" (através de um drible, finta ou jogada individual), não era atribuída qualquer assistência.
6. Caso o marcador se aproveitasse de uma perda de bola ou passe falhado de um adversário, não era atribuída qualquer assistência.

O relatório técnico do Mundial de 1990 adotou critérios semelhantes, alterando apenas o critério de livres diretos/penáltis:
- Em golos de penálti, o jogador que sofreu a falta na área recebe um ponto de assistência (a não ser que seja o próprio a, em seguida, marcar o penálti)

A FIFA fez cálculos retroativos de suas edições anteriores a 1994. Ela começou a registar oficialmente assistências em Campeonatos do Mundo no Mundial de 1994. Tal decisão foi atribuída à popularidade crescente de estatísticas esportivas detalhadas entre os adeptos de futebol. O Mundial de 1994 foi também o primeiro em que assistências foram usadas como critério de desempate na atribuição do prémio Bota de Ouro, entregue ao melhor marcador do torneio. Nesse ano, Hristo Stoichkov e Oleg Salenko empataram com 19 pontos, pois ambos somaram 6 gols e 1 assistência.

### França
Desde a temporada 2007–08, a Ligue 1 atribui o Trophée de Meilleur Passeur ("Troféu de Melhor Passador") ao jogador com mais "passes decisivos" numa época. No entanto, o registo de assistências pelo jornal desportivo L'Équipe é bastante prévio a essa temporada.[carece de fontes?] A comissão da Liga usa "remates bloqueados" como um critério de desempate caso dois jogadores tenham a mesmo quantidade de "passes decisivos". Em 2012–13, tanto Mathieu Valbuena como Dimitri Payet terminaram a época com 12 assistências, mas Valbuena recebeu o Trophée por ter tido um menor nº de remates bloqueados (3 contra 5).

### Espanha
Na temporada 1998–99 da La Liga, a SDI vendeu a sua base de dados Gecasport à comunicação social espanhola, na qual assistências para golo eram descritas como "passes que levam imediatamente a um remate e golo".

### Reino Unido
No Reino Unido, todas as estatísticas oficiais de futebol, incluindo assistências, da Premier League, Scottish Premiership e English Football League são fornecidas pela PA Sport, através da marca Actim. Desde a temporada 2006-07, as assistências são tidas em conta no índex de desempenho da Actim. Estatísticas de assistências calculadas por competições de fantasy football podem diferir dos dados da Actim, pois algumas destas competições atribuem uma assistência a qualquer companheiro de equipa que tenha tocado na bola antes do marcador, independentemente das circunstâncias da jogada. Desde a temporada 2017–18, a Premier League atribui o prémio de Playmaker of the Season ao jogador com mais assistências numa época.

### Estados Unidos
A North American Soccer League original registou estatísticas de assistências desde a sua fundação em 1968, tal como os seus antecessores - United Soccer Association e National Professional Soccer League tinham feito no ano anterior. Estatísticas semelhantes eram registadas no basquetebol e hóquei no gelo, ambas modalidades desportivas bem estabelecidas nos Estados Unidos.
Entre 1996 e 2004, a Major League Soccer atribuía a Bota de Ouro da MLS com base num sistema de pontos - 2 pontos por golo marcado e 1 ponto por assistência efetuada.
A NCAA elabora regulamentos para estatísticas, incluindo assistências, no futebol universitário americano. Dois jogadores podem ser creditados com assistências caso o segundo não tenha de ultrapassar um defesa antes de passar ao marcador do golo. Nenhuma assistência é atribuída por ganhar um penálti. Se um golo for marcado após um ressalto num defesa, guarda-redes, poste ou trave, o jogador que fez o primeiro remate é creditado com uma assistência.

## Estatísticas
Os dados a seguir apresentados correspondem aos registos oficiais reconhecidos pelo órgão governamental relevante. Estatísticas de entidades independentes podem ter dados diferentes, quer pela creditação de jogadores diferentes para um  determinado golo, ou pela data de início dos seus registo ser anterior ou posterior à do fornecedor de estatísticas oficial.
| Competição                                                    | Início dos Registos | Jogador           | Equipa(s)                                | Assistências | Refs.  |
| ------------------------------------------------------------- | ------------------- | ----------------- | ---------------------------------------- | ------------ | ------ |
| Campeonato do Mundo de Futebol                                | 1954                | Pelé              | Brasil                                   | 10           | [ 20 ] |
| Campeonato Europeu de Futebol                                 | 1960                | Karel Poborský    | Chéquia                                  | 8            | [ 21 ] |
| Copa América                                                  | 1916                | Lionel Messi      | Argentina                                | 17           |        |
| Campeonato Mundial de Clubes                                  | 2000                | Neri Cardozo      | Boca Juniors, Monterrey                  | 5            |        |
| Qualificação para o Campeonato do Mundo de Futebol (CONMEBOL) | 1994                | Neymar            | Brasil                                   | 11           |        |
| Liga dos Campeões                                             | 2003                | Cristiano Ronaldo | Manchester United, Real Madrid, Juventus | 42           | [ 22 ] |
| Premier League                                                | 1992                | Ryan Giggs        | Manchester United                        | 162          | [ 23 ] |
| La Liga                                                       | 1990                | Lionel Messi      | Barcelona                                | 192          | [ 24 ] |
| Serie A                                                       | 1986                | Francesco Totti   | Roma                                     | 152          |        |
| Bundesliga                                                    | 2004                | Thomas Muller     | Bayern de Munique                        | 134          |        |
| Ligue 1                                                       | 2001                | Dimitri Payet     | Nantes, Saint-Étienne, Lille, Marseille  | 92           |        |
| Taça UEFA / Liga Europa                                       | 2001                | Bořek Dočkal      | Slovan Liberec, Rosenborg, Slavia Praga  | 26           | [ 25 ] |
| Major League Soccer                                           | 1996                | Landon Donovan    | San Jose Earthquakes, LA Galaxy          | 136          | [ 26 ] |
| Supertaça Europeia                                            | 1973                | Gareth Bale       | Real Madrid                              | 3            |        |

| Concorrência      | Jogadoras)      | Equipe(s)           | assistências | Temporadas) | refs          |
| ----------------- | --------------- | ------------------- | ------------ | ----------- | ------------- |
| La Liga           | Lionel Messi    | Barcelona           | 21           | 2019–20     | [ 28 ] [ 29 ] |
| Bundesliga        | Thomas Müller   | Bayern de Munique   | 21           | 2019–20     | [ 30 ]        |
| Premier League    | Thierry Henry   | Arsenal             | 20           | 2002–03     | [ 31 ]        |
| Premier League    | Kevin De Bruyne | Manchester City     | 20           | 2019–20     | [ 31 ]        |
| Ligue 1           | Ángel Di María  | Paris Saint Germain | 18           | 2015–16     | [ 32 ]        |
| Serie A           | Ronaldinho      | AC Milan            | 18           | 2009–10     | [ 33 ]        |
| Liga dos Campeões | James Milner    | Liverpool           | 9            | 2017–18     | [ 34 ]        |
| Liga dos Campeões | Luís Figo       | Barcelona           | 9            | 1999–00     |               |